# Diana (minialbum Bogusława Wyrobka)
Diana – minialbum nagrany 11 i 12 lipca 1960 przez polskiego wokalistę Bogusława Wyrobka oraz Zespół Jazzowy Zygmunta Wicharego.
Kolejna EP-ka, której nie nadano odrębnego tytułu. Do identyfikacji wykorzystano tytuł pierwszego nagrania ze strony A: „Diana”. 7-calowa, winylowa płyta, odtwarzana z prędkością 45 obr./min., wydana została w 1960 przez Polskie Nagrania w Warszawie, wyprodukowana w pionkowskim Pronicie z kolejnym numerem katalogowym Polskich Nagrań N 0140 (numery matryc odpowiednio: A-269 i A-270), późniejsze reedycje - PN Muza.

## Muzycy
- Bogusław Wyrobek – śpiew
- Zespół Jazzowy Zygmunta Wicharego

## Lista utworów
Strona A
| 1. | „Diana” medium rock (muz. i sł. Paul Anka)                     |  |
|    |                                                                |  |
| 2. | „Jailhouse rock” bright rock (muz. Mike Stoller, Jerry Leiber) |  |
|    |                                                                |  |
Strona B
| 3. | „Love Me” slow rock (M. Stoller, J. Leiber)                |  |
|    |                                                            |  |
| 4. | „Two Hound Dogs” bright rock (Bill Haley, Frank Pingatore) |  |
|    |                                                            |  |